# Werschinija Wesselinowa
Werschinija Wesselinowa (bulgarisch Вержиния Веселинова, engl. Transkription Verzhiniya Veselinova; * 18. November 1957 in Assenowgrad) ist eine ehemalige bulgarische Kugelstoßerin.
Bei den Olympischen Spielen 1980 in Moskau wurde sie Fünfte.
1982 siegte sie bei den Leichtathletik-Halleneuropameisterschaften in Mailand und wurde Fünfte bei den Leichtathletik-Europameisterschaften in Athen.
Fünfmal wurde sie nationale Meisterin (1980–1982, 1988, 1989).

## Persönliche Bestleistungen
- Kugelstoßen: 21,61 m, 21. August 1982, Sofia
  - Halle: 20,74 m, 21. Februar 1982, Sofia